# Elevador da Glória
Elevador da Glória (Glória Kabelbanen) er en kabelbane i Lissabon, Portugals hovedstad. Kabelbanen forbinder pladsen Praça dos Restauradores i bydelen Baixa med gaden Rua S. Pedro de Alcântara i den højereliggende bydel Bairro Alto. Elevador da Glória er den næstældste af de tre kabelbaner i Lissabon, de to øvrige er Elevador da Bica og Elevador do Lavra.
Banen er ejet af selskabet ’’Carris de Ferro de Lisboa’’, der også driver byens øvrige offentlige trafik.
Kabelbanen kørte sin første tur den 24. oktober 1885. Fra begyndelsen var den drevet af et system med vand, der pumpes fra den ene vogn til den anden, men det blev allerede i 1886 erstattet af en dampmaskine til at trække vognene. I 1915 overgik man til elektrisk drift, hvilket stadig er gældende.
Banen blev den 19. februar 2002 klassificeret som ’National Monument’.

## Billedgalleri
- Banen snor sig op gennem den stejle gade
- Vogn nr. 1 ved toppen
- Banens to vogne passerer hinanden midtvejs
- Et kig ind på førerpladsen

## Links
- Hjemmeside for carris (på engelsk) Arkiveret 4. september 2013 hos  Wayback Machine

38°42′58″N 9°08′33″V / 38.7161°N 9.1425°V